# Stazione di Ponte a Moriano
La stazione di Ponte a Moriano è una fermata ferroviaria situata sulla linea Lucca-Aulla nella frazione omonima di Lucca, a breve distanza dalla strada statale 12 dell'Abetone e del Brennero.

## Storia
Inaugurato l'11 febbraio 1892 come iniziale capolinea della ferrovia da Lucca, l'impianto era all'epoca una vera e propria stazione che vedeva un significativo traffico sia passeggeri sia merci.
Tra il 1883 ed il 1932 la allora stazione ebbe un raccordo con la tranvia Lucca-Ponte a Moriano, collegamento che permetteva di accedere alla stazione di testa della tranvia (denominata anch'essa Ponte a Moriano) e, attraverso una diramazione, ad un deposito e allo iutificio posto nelle vicinanze, da cui proveniva un significativo traffico di carri che alimentava il servizio merci della stazione.
Nel 1941 la stazione assunse la nuova denominazione di "Ponte Ciano", in onore del gerarca fascista Costanzo Ciano; riprese la denominazione originaria nel 1945.
Nel 2002 la stazione risultava impresenziata insieme ad altri 25 impianti situati sulla linea.

## Strutture e impianti
Declassato a fermata, l'impianto è dotato di un unico binario di transito, mentre il resto degli impianti è stato scollegato dalla rete. Dall'ex sedime del binario 1 è stata ricavata l'estensione della banchina davanti al fabbricato viaggiatori mentre il binario è ancora presente subito dopo la fine del perimetro del fabbricato passeggeri verso Lucca. In direzione Aulla il binario in questione è stato parzialmente rimosso, ma è in parte ancora presente.
Originariamente i due binari erano serviti da due banchine che erano collegate tra loro attraverso un attraversamento a raso.
Il fabbricato viaggiatori è stato adibito a sede della Polizia Provinciale, mentre nel corpo secondario che un tempo ospitava i servizi igienici è stata ricavata una sala d'aspetto per i viaggiatori.
La stazione era dotata di uno scalo merci con un magazzino merci, un piano caricatore ed un binario di raccordo che lo collegava al resto del fascio binari.

## Movimento
La fermata è servita dalle relazioni regionali Trenitalia svolte nell'ambito dei contratti di servizio stipulati con la Regione Toscana denominati anche "Memorario".

## Servizi
La fermata dispone di:
- Sala d'attesa
- Bar
- Sede della polizia provinciale

## Interscambi
- Fermata autolinee urbane e suburbane